# Hagenbuch
Hagenbuch est une commune suisse du canton de Zurich.